# 陈午 (西汉)
陈午（？—前130年），西汉堂邑侯，汉文帝的女婿。

## 家世
陈午的祖父陈婴，早年和项梁、项羽叔侄共同起兵反秦，后来归附刘邦，成为汉初功臣。高后四年（前184年），陈婴卒，陈午的父亲陈禄袭封堂邑侯。汉文帝前元二年（前178年），陈禄卒。

## 生平
前元三年（前177年）陈午袭封堂邑侯。娶皇帝的女儿馆陶公主刘嫖为妻。陈午和刘嫖的女儿陈氏成为汉武帝的皇后。陈午享侯爵四十八年，於汉武帝元光五年（前130年）卒。谥号夷侯。

## 家庭
其子陈季须袭爵，另一子陈蟜封为隆虑侯。